# Esteban Echevarría
Esteban Echevarría Olabarrieta (nacido el 16 de enero de 1923 en Deusto, España) es un exfutbolista español. Jugaba de delantero y su único club fue el Real Oviedo, donde desarrolló la totalidad de su carrera.

## Carrera
Comenzó su carrera en 1942 jugando para el Real Oviedo. Jugó para el club asturiano hasta el año 1950, retirándose definitivamente del fútbol profesional. Toda su carrera la desarrolló la mayoría de los años en ese club.
En la temporada 1942-43 tuvo un comienzo arrollador, consiguiendo catorce goles en las siete primeras jornadas. Su espectacular arranque liguero constituyó un récord que se mantuvo nada menos que 72 años, siendo superado en la temporada 2014-15 por Cristiano Ronaldo, que hizo quince goles con el Real Madrid en las primeras ocho jornadas, aunque sigue manteniendo el récord de máximo goleador en las siete primeras jornadas (14 goles del vasco por los 13 del luso). Aquella temporada Echevarría quedó segundo en la tabla de goleadores de la liga, con 25 tantos, detrás del valencianista "Mundo", que marcó 28 goles. 
El 16 de septiembre de 1944 Echevarria fue atropellado por un coche cuando se dirigía a presenciar una corrida de toros de las Fiestas de San Mateo en Oviedo y, posteriormente, sufrió una pleuresía traumática, que le obligó a alejarse de los terrenos de juego durante una larga temporada, pasando casi en blanco la temporada 1944-45. Esa temporada solo jugó 13 partidos marcando 8 goles.
Es el único que ha conseguido marcarle al Real Madrid cinco goles en un partido oficial, el 21 de diciembre de 1947 en el partido disputado en el estadio de Buenavista de Oviedo correspondiente a la jornada 13 de la temporada 1947-48 de la Primera División y que finalizó con triunfo de 7-1 a favor de los ovetenses.
Otra grave lesión aceleró su retirada, en esta ocasión de manera definitiva, y se desvinculó del Real Oviedo al final de la temporada 1950/51 tras haber logrado 67 goles en 81 partidos de liga de 1ª división (9 en 16 encuentros de copa y otros 6 en 2ª división).

## Clubes
| Club        | País   | Año       |
| ----------- | ------ | --------- |
| Real Oviedo | España | 1942-1950 |